# باشگاه فوتبال منچستر یونایتد در فصل ۲۲–۲۰۲۱
فصل ۲۲–۲۰۲۱ سی‌امین فصل منچستر یونایتد در لیگ برتر فوتبال انگلیس و چهل‌و‌هفتمین فصل متوالی آنها در بالاترین سطح فوتبال انگلیس بود. این باشگاه در این فصل در لیگ برتر، جام حذفی، جام اتحادیه و لیگ قهرمانان اروپا شرکت کرد.
در اوت ۲۰۲۱، کریستیانو رونالدو از یوونتوس خارج شد و پس از ۱۲ سال دوری، به منچستر یونایتد بازگشت. او در سال ۲۰۰۹، منچستر یونایتد را به مقصد رئال مادرید ترک کرد و انتقال او که با مبلغ ۹۴ میلیون یورو صورت گرفته بود گران‌ترین نقل و انتقال تاریخ فوتبال در زمان خود شد.
در ۲۱ نوامبر ۲۰۲۱، اوله گونر سولشر باشگاه را ترک کرد و مایکل کریک جایگزین او شد. هشت روز بعد، رالف رانگنیک به عنوان سرمربی موقت تا پایان فصل منصوب شد و در ۳ دسامبر، رسماً هدایت این تیم را بر عهده گرفت.
برای پنجمین فصل متوالی، منچستر یونایتد موفق به کسب هیچ جامی نشد. منچستریونایتد در فصل ۲۲–۲۰۲۱ لیگ برتر انگلیس، آمار ضعیف و نتایج عجیبی را داشت؛ مانند باخت ۵-۰ به لیورپول در بازی رفت، باخت ۴-۰ به لیورپول در بازی برگشت، باخت ۴-۱ به سیتی در بازی برگشت و باخت ۴-۰ به برایتون در بازی برگشت.

## پیش فصل و دوستانه
به دلیل دنیاگیری کووید-۱۹، منچستریونایتد در پیش فصل ۲۲–۲۰۲۱ به تور خارجی نرفت. در عوض، آنها مسابقاتی را در داخل انگلیس انجام دادند. اولین بازی دوستانه یک بازی خارج از خانه در ۱۸ ژوئیه ۲۰۲۱ مقابل تیم چمپیونشیپی دربی کانتی که سرمربی آن برترین گلزن تاریخ منچستر یونایتد، وین رونی بود انجام شد. تاهیت چانگ، که علیرغم پیوستن قرضی به بیرمنگام سیتی در این بازی حضور داشت، اولین گل را در دقیقه ۱۸ به ثمر رساند. گل دوم منچستر یونایتد در نیمه دوم و توسط فاکوندو پییستری به ثمر رسید. کالین کاظم ریچاردز نیز یک گل برای دربی کانتی زد؛ با این وجود یونایتد با نتیجه ۱–۲ پیروز شد. بازی بعدی یونایتد در مقابل کویینز پارک رنجرز و در تاریخ ۲۴ ژوئیه بود. جسی لینگارد در دقیقه سوم دروازه را باز کرد، اما چارلی آستین چهار دقیقه بعد بازی را به تساوی کشاند. در نیمه دوم بازی، کویینز پارک رنجرز در عرض هشت دقیقه سه گل وارد دروازه یونایتد کرد و نتیجه بازی را ۴–۱ به نفع خود کرد. آنتونی الانگا در دقیقه ۷۳ یک گل برای منچستر یونایتد به ثمر رساند، اما برای جلوگیری از باخت کافی نبود و در نهایت یونایتد با باخت ۴–۲ زمین بازی را ترک کرد.
در ۲۸ ژوئیه، منچستر یونایتد به ورزشگاه الدترافورد بازگشت تا با تیم لیگ برتری برنتفورد بازی کند. الانگا دومین گل خود را در دو بازی در دقیقه ۱۲ به ثمر رساند، اما شاندون باپیتیست هشت دقیقه بعد گل تساوی را به ثمر رساند. سپس آندریاس پریرا با یک گل از فاصله ۲۵ یاردی یونایتد را دوباره جلو انداخت؛ با این حال، برایان امبومو در ۱۲ دقیقه مانده به پایان بازی برای برنتفورد گل زد و بازی را به تساوی کشاند و میهمان با تساوی الدترافورد را ترک کرد. منچستر یونایتد قرار بود یک بازی خارج از خانه دیگر در ۳۱ ژوئیه و و مقابل یک تیم چمپیونشیپی دیگر، پرستون نورث اند انجام دهد، اما این بازی به دلیل وجود تعدادی از تست مثبت کووید-۱۹ در تیم منچستر یونایتد لغو شد. آخرین بازی پیش فصل منچستر یونایتد در خانه، در تاریخ ۷ اوت و در برابر اورتون برگزار شد. یونایتد با گل‌های میسن گرینوود، هری مگوایر و برونو فرناندز در نیمه اول با نتیجه ۳–۰ پیش بود. دیوگو دالوت در دقایق پایانی نیمه دوم گل چهارم منچستر را به ثمر رساند.
| تاریخ         | حریف              | H / A | نتیجه  | گلزنان                                                               | تماشاگران |
| ------------- | ----------------- | ----- | ------ | -------------------------------------------------------------------- | --------- |
| ۱۸ ژوئیه ۲۰۲۱ | دربی کانتی        | A     | ۲–۱    | تاهیت چانگ ۱۸'، فاکوندو پییستری ۶۰'                                  |           |
| ۲۴ ژوئیه ۲۰۲۱ | کویینز پارک رنجرز | A     | ۲–۴    | جسی لینگارد ۳'، آنتونی الانگا ۷۳'                                    |           |
| ۲۸ ژوئیه ۲۰۲۱ | برنتفورد          | H     | ۲–۲    | آنتونی الانگا ۱۲'، آندریاس پریرا ۵۰'                                 | ۳۰٬۰۰۰    |
| ۳۱ ژوئیه ۲۰۲۱ | پرستون نورث اند   | A     | لغو شد | لغو شد                                                               | لغو شد    |
| ۷ اوت ۲۰۲۱    | اورتون            | H     | ۴–۰    | میسن گرینوود ۸'، هری مگوایر ۱۵'، برونو فرناندز ۲۹'، دیوگو دالو ۹۰+۲' | ۵۵٬۰۰۰    |

## لیگ برتر

### بازی‌ها
| تاریخ           | حریف                   | H / A | نتیجه | گلزنان                                                                 | تماشاگران | رتبه لیگ |
| --------------- | ---------------------- | ----- | ----- | ---------------------------------------------------------------------- | --------- | -------- |
| ۱۴ اوت ۲۰۲۱     | لیدز یونایتد           | H     | ۵–۱   | برونو فرناندز (۳) ۳۰'، ۵۴'، ۶۰'، میسن گرینوود ۵۲'، فرد ۶۸'             | ۷۲٬۷۳۲    | اول      |
| ۲۲ اوت ۲۰۲۱     | ساوت‌همپتون             | A     | ۱–۱   | میسن گرینوود ۵۵'                                                       | ۲۹٬۴۸۵    | پنجم     |
| ۲۹ اوت ۲۰۲۱     | ولورهمپتون واندررز     | A     | ۱–۰   | میسن گرینوود ۸۰'                                                       | ۳۰٬۶۲۱    | سوم      |
| ۱۱ سپتامبر ۲۰۲۱ | نیوکاسل یونایتد        | H     | ۴–۱   | کریستیانو رونالدو (۲) ۴۵+۲'، ۶۲'، برونو فرناندز ۸۰'، جسی لینگارد ۹۰+۲' | ۷۲٬۷۳۲    | اول      |
| ۱۹ سپتامبر ۲۰۲۱ | وستهام یونایتد         | A     | ۲–۱   | کریستیانو رونالدو ۳۵'، جسی لینگارد ۸۹'                                 | ۵۹٬۹۵۸    | سوم      |
| ۲۵ سپتامبر ۲۰۲۱ | استون ویلا             | H     | ۰–۱   |                                                                        | ۷۲٬۹۲۲    | چهارم    |
| ۲ اکتبر ۲۰۲۱    | اورتون                 | H     | ۱–۱   | آنتونی مارسیال ۴۳'                                                     | ۷۳٬۱۲۸    | چهارم    |
| ۱۶ اکتبر ۲۰۲۱   | لستر سیتی              | A     | ۲–۴   | میسن گرینوود ۱۹'، مارکوس رشفورد ۸۲'                                    | ۳۲٬۲۱۹    | پنجم     |
| ۲۴ اکتبر ۲۰۲۱   | لیورپول                | H     | ۰–۵   |                                                                        | ۷۳٬۰۸۸    | هفتم     |
| ۳۰ اکتبر ۲۰۲۱   | تاتنهام هاتسپر         | A     | ۳–۰   | کریستیانو رونالدو ۳۹'، ادینسون کاوانی ۶۴'، مارکوس رشفورد ۸۶'           | ۶۰٬۳۵۶    | پنجم     |
| ۶ نوامبر ۲۰۲۱   | منچستر سیتی            | H     | ۰–۲   |                                                                        | ۷۳٬۰۸۶    | پنجم     |
| ۲۰ نوامبر ۲۰۲۱  | واتفورد                | A     | ۱–۴   | دونی فن ده بیک ۵۰'                                                     | ۲۱٬۰۸۷    | هفتم     |
| ۲۸ نوامبر ۲۰۲۱  | چلسی                   | A     | ۱–۱   | جیدون سانچو ۵۰'                                                        | ۴۰٬۰۴۱    | هشتم     |
| ۲ دسامبر ۲۰۲۱   | آرسنال                 | H     | ۳–۲   | برونو فرناندز ۴۴'، کریستیانو رونالدو (۲) ۵۲'، ۷۰' (پنالتی)             | ۷۳٬۱۲۳    | هفتم     |
| ۵ دسامبر ۲۰۲۱   | کریستال پالاس          | H     | ۱–۰   | فرد ۷۷'                                                                | ۷۳٬۱۷۲    | ششم      |
| ۱۱ دسامبر ۲۰۲۱  | نوریچ سیتی             | A     | ۱–۰   | کریستیانو رونالدو ۷۵' (پنالتی)                                         | ۲۷٬۶۰۶    | پنجم     |
| ۲۷ دسامبر ۲۰۲۱  | نیوکاسل یونایتد        | A     | ۱–۱   | ادینسون کاوانی ۷۱'                                                     | ۵۲٬۱۷۸    | هفتم     |
| ۳۰ دسامبر ۲۰۲۱  | برنلی                  | H     | ۳–۱   | اسکات مک‌تامینی ۸'، بن می ۲۷' (گل‌به‌خودی)، کریستیانو رونالدو ۳۵'         | ۷۳٬۱۲۱    | ششم      |
| ۳ ژانویه ۲۰۲۲   | ولورهمپتون واندررز     | H     | ۰–۱   |                                                                        | ۷۳٬۰۴۵    | هفتم     |
| ۱۵ ژانویه ۲۰۲۲  | استون ویلا             | A     | ۲–۲   | برونو فرناندز (۲) ۶'، ۶۷'                                              | ۴۱٬۹۶۸    | هفتم     |
| ۱۹ ژانویه ۲۰۲۲  | برنتفورد               | A     | ۳–۱   | آنتونی الانگا ۵۵'، میسن گرینوود ۶۲'، مارکوس رشفورد ۷۷'                 | ۱۷٬۰۹۴    | هفتم     |
| ۲۲ ژانویه ۲۰۲۲  | وستهام یونایتد         | H     | ۱–۰   | مارکوس رشفورد ۹۰+۳'                                                    | ۷۳٬۱۳۰    | چهارم    |
| ۸ فوریه ۲۰۲۲    | برنلی                  | A     | ۱–۱   | پل پوگبا ۱۸'                                                           | ۲۱٬۲۳۳    | ششم      |
| ۱۲ فوریه ۲۰۲۲   | ساوت‌همپتون             | H     | ۱–۱   | جیدون سانچو ۲۱'                                                        | ۷۳٬۰۸۴    | پنجم     |
| ۱۵ فوریه ۲۰۲۲   | برایتون اند هوو آلبیون | H     | ۲–۰   | کریستیانو رونالدو ۵۱'، برونو فرناندز ۹۰+۷'                             | ۷۳٬۰۸۴    | چهارم    |
| ۲۰ فوریه ۲۰۲۲   | لیدز یونایتد           | A     | ۴–۲   | هری مگوایر ۳۴', برونو فرناندز ۴۵+۵', فرد ۷۰', آنتونی الانگا ۸۸'        | ۳۶٬۷۱۵    | چهارم    |
| ۲۶ فوریه ۲۰۲۲   | واتفورد                | H     | ۰–۰   |                                                                        | ۷۳٬۱۵۲    | چهارم    |
| ۶ مارس ۲۰۲۲     | منچستر سیتی            | A     | ۱–۴   | جیدون سانچو ۲۲'                                                        | ۵۳٬۱۶۵    | پنجم     |
| ۱۲ مارس ۲۰۲۲    | تاتنهام هاتسپر         | H     | ۳–۲   | کریستیانو رونالدو (۳) ۱۲'، ۳۸'، ۸۱'                                    | ۷۳٬۴۵۸    | چهارم    |
| ۲ آوریل ۲۰۲۲    | لستر سیتی              | H     | ۱–۱   | فرد ۶۶'                                                                | ۷۳٬۴۴۴    | هفتم     |
| ۹ آوریل ۲۰۲۲    | اورتون                 | A     | ۰–۱   |                                                                        | ۳۹٬۰۸۰    | هفتم     |
| ۱۶ آوریل ۲۰۲۲   | نوریچ سیتی             | H     | ۳–۲   | کریستیانو رونالدو (۳) ۷'، ۳۲'، ۷۶'                                     | ۷۳٬۳۸۱    | پنجم     |
| ۱۹ آوریل ۲۰۲۲   | لیورپول                | A     | ۰–۴   |                                                                        | ۵۲٬۶۸۶    | ششم      |
| ۲۳ آوریل ۲۰۲۲   | آرسنال                 | A     | ۱–۳   | کریستیانو رونالدو ۳۴'                                                  | ۶۰٬۲۲۳    | ششم      |
| ۲۸ آوریل ۲۰۲۲   | چلسی                   | H     | ۱–۱   | کریستیانو رونالدو ۶۲'                                                  | ۷۳٬۵۶۴    | ششم      |
| ۲ مه ۲۰۲۲       | برنتفورد               | H     | ۳–۰   | برونو فرناندز ۹'، کریستیانو رونالدو ۶۱' (پنالتی)، رافائل واران ۷۲'     | ۷۳٬۴۸۲    | ششم      |
| ۷ مه ۲۰۲۲       | برایتون اند هوو آلبیون | A     | ۰–۴   |                                                                        | ۳۱٬۶۳۷    | ششم      |
| ۲۲ مه ۲۰۲۲      | کریستال پالاس          | A     | ۰–۱   |                                                                        | ۲۵٬۴۳۴    | ششم      |

1. 1 2  مسابقات لیگ برتر مقابل برنتفورد در ۱۴ دسامبر ۲۰۲۱ و برایتون اند هوو آلبیون در ۱۸ دسامبر ۲۰۲۱ برنامه‌ریزی شده بود، اما به دلیل شیوع کرونا در تیم منچستر یونایتد به تعویق افتاد.[۸][۹]
2. ↑  مسابقهٔ لیگ برتر مقابل لیورپول در ۲۰ مارس ۲۰۲۲ برنامه‌ریزی شده بود، اما به دلیل حضور لیورپول در یک‌چهارم نهایی جام حذفی به تعویق افتاد.[۱۰]
3. ↑  مسابقهٔ لیگ برتر مقابل چلسی در ۱۵ مه ۲۰۲۲ برنامه‌ریزی شده بود، اما به دلیل حضور چلسی در فینال جام حذفی فوتبال انگلستان ۲۰۲۲ به جلو کشیده شد.[۱۱]

### جدول
| رتبه | تیم            | بازی | برد | مساوی | باخت | گل زده | گل خورده | گل تفاضل | امتیاز |                           |
| ---- | -------------- | ---- | --- | ----- | ---- | ------ | -------- | -------- | ------ | ------------------------- |
| ۲    | لیورپول        | ۲۲   | ۱۴  | ۶     | ۲    | ۵۸     | ۱۹       | ۳۹+      | ۴۸     | لیگ قهرمانان اروپا        |
| ۳    | چلسی           | ۲۴   | ۱۳  | ۸     | ۳    | ۴۸     | ۱۸       | ۳۰+      | ۴۷     | لیگ قهرمانان اروپا        |
| ۴    | منچستر یونایتد | ۲۲   | ۱۱  | ۵     | ۶    | ۳۶     | ۳۰       | ۶+       | ۳۸     | لیگ قهرمانان اروپا        |
| ۵    | وستهام یونایتد | ۲۳   | ۱۱  | ۴     | ۸    | ۴۱     | ۳۱       | ۱۰+      | ۳۷     | لیگ اروپا                 |
| ۶    | آرسنال         | ۲۱   | ۱۱  | ۳     | ۷    | ۳۳     | ۲۵       | ۸+       | ۳۶     | مقدماتی لیگ کنفرانس اروپا |

## جام حذفی
| تاریخ          | دور       | حریف       | H / A | نتیجه              | گلزنان            | تماشاگران |
| -------------- | --------- | ---------- | ----- | ------------------ | ----------------- | --------- |
| ۱۰ ژانویه ۲۰۲۲ | دور سوم   | استون ویلا | H     | ۱–۰                | اسکات مک‌تامینی ۸' | ۷۲٬۹۱۱    |
| ۴ فوریه ۲۰۲۲   | دور چهارم | میدلزبرو   | H     | ۱–۱ (و.ا.) (۷–۸ پ) | جیدون سانچو ۲۵'   | ۷۱٬۸۷۱    |

## جام اتحادیه
| تاریخ           | دور     | حریف           | H / A | نتیجه | گلزنان | تماشاگران |
| --------------- | ------- | -------------- | ----- | ----- | ------ | --------- |
| ۲۲ سپتامبر ۲۰۲۱ | دور سوم | وستهام یونایتد | H     | ۰–۱   |        | ۷۲٬۴۶۸    |

## لیگ قهرمانان اروپا

### مرحله گروهی
| تاریخ           | حریف      | H / A | نتیجه | گلزنان                                                   | تماشاگران | رتبه  |
| --------------- | --------- | ----- | ----- | -------------------------------------------------------- | --------- | ----- |
| ۱۴ سپتامبر ۲۰۲۱ | یانگ بویز | A     | ۱–۲   | کریستیانو رونالدو ۱۳'                                    | ۳۱٬۱۲۰    | چهارم |
| ۲۹ سپتامبر ۲۰۲۱ | ویارئال   | H     | ۲–۱   | الکس تلیس ۶۰'، کریستیانو رونالدو ۹۰+۵'                   | ۷۳٬۱۳۰    | سوم   |
| ۲۰ اکتبر ۲۰۲۱   | آتالانتا  | H     | ۳–۲   | مارکوس رشفورد ۵۳'، هری مگوایر ۷۵'، کریستیانو رونالدو ۸۱' | ۷۲٬۲۷۹    | اول   |
| ۲ نوامبر ۲۰۲۱   | آتالانتا  | A     | ۲–۲   | کریستیانو رونالدو (۲) ۴۵+۱'، ۹۰+۱'                       | ۱۴٬۴۴۳    | اول   |
| ۲۳ نوامبر ۲۰۲۱  | ویارئال   | A     | ۲–۰   | کریستیانو رونالدو ۷۸', جیدون سانچو ۹۰'                   | ۲۰٬۸۷۵    | اول   |
| ۸ دسامبر ۲۰۲۱   | یانگ بویز | H     | ۱–۱   | میسن گرینوود ۹'                                          | ۷۳٬۱۵۶    | اول   |

| رتبه | تیم            | بازی | برد | مساوی | باخت | گل زده | گل خورده | گل تفاضل | امتیاز | صلاحیت              |
| ---- | -------------- | ---- | --- | ----- | ---- | ------ | -------- | -------- | ------ | ------------------- |
| ۱    | منچستر یونایتد | ۶    | ۳   | ۲     | ۱    | ۱۱     | ۸        | ۳+       | ۱۱     | صعود به مرحله حذفی  |
| ۲    | ویارئال        | ۶    | ۳   | ۱     | ۲    | ۱۲     | ۹        | ۳+       | ۱۰     | صعود به مرحله حذفی  |
| ۳    | آتالانتا       | ۶    | ۱   | ۳     | ۲    | ۱۲     | ۱۳       | ۱−       | ۶      | انتقال به لیگ اروپا |
| ۴    | یانگ بویز      | ۶    | ۱   | ۲     | ۳    | ۷      | ۱۲       | ۵−       | ۵      |                     |

### مرحله حذفی
| تاریخ         | دور              | حریف           | H / A | نتیجه | گلزنان            | تماشاگران |
| ------------- | ---------------- | -------------- | ----- | ----- | ----------------- | --------- |
| ۲۳ فوریه ۲۰۲۲ | یک‌هشتم دور رفت   | اتلتیکو مادرید | A     | ۱–۱   | آنتونی الانگا ۸۰' | ۶۳٬۲۷۳    |
| ۱۵ مارس ۲۰۲۲  | یک‌هشتم دور برگشت | اتلتیکو مادرید | H     | ۰–۱   |                   | ۷۳٬۰۰۸    |

## آمار بازیکنان
تا تاریخ ۵ دسامبر ۲۰۲۱
| شماره | پست | نام               | لیگ   | لیگ | اف‌ای کاپ | اف‌ای کاپ | لیگ کاپ | لیگ کاپ | اروپا | اروپا | جمع   | جمع | انضباط | انضباط |
| شماره | پست | نام               | بازی  | گل  | بازی     | گل       | بازی    | گل      | بازی  | گل    | بازی  | گل  |        |        |
| ----- | --- | ----------------- | ----- | --- | -------- | -------- | ------- | ------- | ----- | ----- | ----- | --- | ------ | ------ |
| 1     | GK  | داوید د خیا       | ۱۵    | ۰   | ۰        | ۰        | ۰       | ۰       | ۵     | ۰     | ۲۰    | ۰   | ۰      | ۰      |
| 2     | DF  | ویکتور لیندلوف    | ۱۱(۱) | ۰   | ۰        | ۰        | ۱       | ۰       | ۴     | ۰     | ۱۶(۱) | ۰   | ۲      | ۰      |
| 3     | DF  | اریک بایی         | ۲     | ۰   | ۰        | ۰        | ۱       | ۰       | ۱     | ۰     | ۴     | ۰   | ۱      | ۰      |
| 4     | DF  | فیل جونز          | ۰     | ۰   | ۰        | ۰        | ۰       | ۰       | ۰     | ۰     | ۰     | ۰   | ۰      | ۰      |
| 5     | DF  | هری مگوایر (c)    | ۱۳    | ۰   | ۰        | ۰        | ۰       | ۰       | ۴     | ۱     | ۱۷    | ۱   | ۵      | ۱      |
| 6     | MF  | پل پوگبا          | ۷(۲)  | ۰   | ۰        | ۰        | ۰       | ۰       | ۳(۱)  | ۰     | ۱۰(۳) | ۰   | ۴      | ۱      |
| 7     | FW  | کریستیانو رونالدو | ۱۰(۲) | ۶   | ۰        | ۰        | ۰       | ۰       | ۵     | ۶     | ۱۵(۲) | ۱۲  | ۴      | ۰      |
| 8     | MF  | خوان ماتا         | ۰     | ۰   | ۰        | ۰        | ۱       | ۰       | ۰(۱)  | ۰     | ۱(۱)  | ۰   | ۰      | ۰      |
| 9     | FW  | آنتونی مارسیال    | ۲(۵)  | ۱   | ۰        | ۰        | ۱       | ۰       | ۱(۱)  | ۰     | ۴(۶)  | ۱   | ۰      | ۰      |
| 10    | FW  | مارکوس رشفورد     | ۵(۳)  | ۲   | ۰        | ۰        | ۰       | ۰       | ۲(۱)  | ۱     | ۷(۴)  | ۳   | ۱      | ۰      |
| 11    | FW  | میسن گرینوود      | ۱۰(۱) | ۴   | ۰        | ۰        | ۰(۱)    | ۰       | ۲(۱)  | ۰     | ۱۲(۳) | ۴   | ۲      | ۰      |
| 13    | GK  | لی گرنت           | ۰     | ۰   | ۰        | ۰        | ۰       | ۰       | ۰     | ۰     | ۰     | ۰   | ۰      | ۰      |
| 14    | MF  | جسی لینگارد       | ۰(۸)  | ۲   | ۰        | ۰        | ۱       | ۰       | ۰(۲)  | ۰     | ۱(۱۰) | ۲   | ۰      | ۰      |
| 15    | MF  | آندریاس پریرا     | ۰     | ۰   | ۰        | ۰        | ۰       | ۰       | ۰     | ۰     | ۰     | ۰   | ۰      | ۰      |
| 16    | FW  | اماد دیالو        | ۰     | ۰   | ۰        | ۰        | ۰       | ۰       | ۰     | ۰     | ۰     | ۰   | ۰      | ۰      |
| 17    | MF  | فرد               | ۱۲    | ۲   | ۰        | ۰        | ۰       | ۰       | ۳(۱)  | ۰     | ۱۵(۱) | ۲   | ۴      | ۰      |
| 18    | MF  | برونو فرناندز     | ۱۵    | ۵   | ۰        | ۰        | ۰(۱)    | ۰       | ۴(۱)  | ۰     | ۱۹(۲) | ۵   | ۴      | ۰      |
| 19    | DF  | رافائل واران      | ۶     | ۰   | ۰        | ۰        | ۰       | ۰       | 2(۱)  | ۰     | 8(۱)  | ۰   | ۱      | ۰      |
| 20    | DF  | دیوگو دالو        | ۲(۴)  | ۰   | ۰        | ۰        | ۱       | ۰       | ۱(۱)  | ۰     | 4(۵)  | ۰   | ۱      | ۰      |
| 21    | MF  | دنیل جیمز         | ۲     | ۰   | ۰        | ۰        | ۰       | ۰       | ۰     | ۰     | ۲     | ۰   | ۰      | ۰      |
| 21    | FW  | ادینسون کاوانی    | ۲(۳)  | ۱   | ۰        | ۰        | ۰(۱)    | ۰       | ۰(۲)  | ۰     | ۲(۶)  | ۱   | ۱      | ۰      |
| 22    | GK  | تام هیتون         | ۰     | ۰   | ۰        | ۰        | ۰       | ۰       | ۰     | ۰     | ۰     | ۰   | ۰      | ۰      |
| 23    | DF  | لوک شاو           | ۱۲    | ۰   | ۰        | ۰        | ۰       | ۰       | ۳     | ۰     | ۱۵    | ۰   | ۵      | ۰      |
| 25    | FW  | جیدون سانچو       | ۷(۵)  | ۱   | ۰        | ۰        | ۱       | ۰       | ۳(۲)  | ۱     | ۱۱(۷) | ۲   | ۰      | ۰      |
| 26    | GK  | دین هندرسون       | ۰     | ۰   | ۰        | ۰        | ۱       | ۰       | ۰     | ۰     | ۱     | ۰   | ۰      | ۰      |
| 27    | DF  | الکس تلیس         | ۳(۱)  | ۰   | ۰        | ۰        | ۱       | ۰       | ۲     | ۱     | ۶(۱)  | ۱   | ۱      | ۰      |
| 28    | MF  | فاکوندو پییستری   | ۰     | ۰   | ۰        | ۰        | ۰       | ۰       | ۰     | ۰     | ۰     | ۰   | ۰      | ۰      |
| 29    | DF  | ارون وان-بیساکا   | ۱۳    | ۰   | ۰        | ۰        | ۰       | ۰       | ۴     | ۰     | ۱۷    | ۰   | ۲      | ۱      |
| 30    | GK  | ناثان بیشاپ       | ۰     | ۰   | ۰        | ۰        | ۰       | ۰       | ۰     | ۰     | ۰     | ۰   | ۰      | ۰      |
| 31    | MF  | نمانیا ماتیچ      | ۵(۳)  | ۰   | ۰        | ۰        | ۱       | ۰       | ۰(۵)  | ۰     | ۶(۸)  | ۰   | ۱      | ۰      |
| 33    | DF  | برندون ویلیامز    | ۰     | ۰   | ۰        | ۰        | ۰       | ۰       | ۰     | ۰     | ۰     | ۰   | ۰      | ۰      |
| 34    | MF  | دونی فن ده بیک    | ۰(۶)  | ۱   | ۰        | ۰        | ۱       | ۰       | ۲(۱)  | ۰     | ۳(۷)  | ۱   | ۱      | ۰      |
| 36    | FW  | آنتونی الانگا     | ۰(۱)  | ۰   | ۰        | ۰        | ۰(۱)    | ۰       | ۰     | ۰     | ۰(۲)  | ۰   | ۰      | ۰      |
| 37    | MF  | جیمز گارنر        | ۰     | ۰   | ۰        | ۰        | ۰       | ۰       | ۰     | ۰     | ۰     | ۰   | ۰      | ۰      |
| 38    | DF  | اکسل توانزبه      | ۰     | ۰   | ۰        | ۰        | ۰       | ۰       | ۰     | ۰     | ۰     | ۰   | ۰      | ۰      |
| 39    | MF  | اسکات مک‌تامینی    | ۱۱(۲) | ۰   | ۰        | ۰        | ۰       | ۰       | ۴     | ۰     | ۱۵(۲) | ۰   | ۵      | ۰      |
| 43    | DF  | تدن منگی          | ۰     | ۰   | ۰        | ۰        | ۰       | ۰       | ۰     | ۰     | ۰     | ۰   | ۰      | ۰      |
| 44    | FW  | تاهیت چانگ        | ۰     | ۰   | ۰        | ۰        | ۰       | ۰       | ۰     | ۰     | ۰     | ۰   | ۰      | ۰      |
| 46    | MF  | هانیبال مجبری     | ۰     | ۰   | ۰        | ۰        | ۰       | ۰       | ۰     | ۰     | ۰     | ۰   | ۰      | ۰      |
| 47    | FW  | شولا شورتیره      | ۰     | ۰   | ۰        | ۰        | ۰       | ۰       | ۰     | ۰     | ۰     | ۰   | ۰      | ۰      |
| 51    | GK  | ماتی کوار         | ۰     | ۰   | ۰        | ۰        | ۰       | ۰       | ۰     | ۰     | ۰     | ۰   | ۰      | ۰      |

## نقل و انتقالات

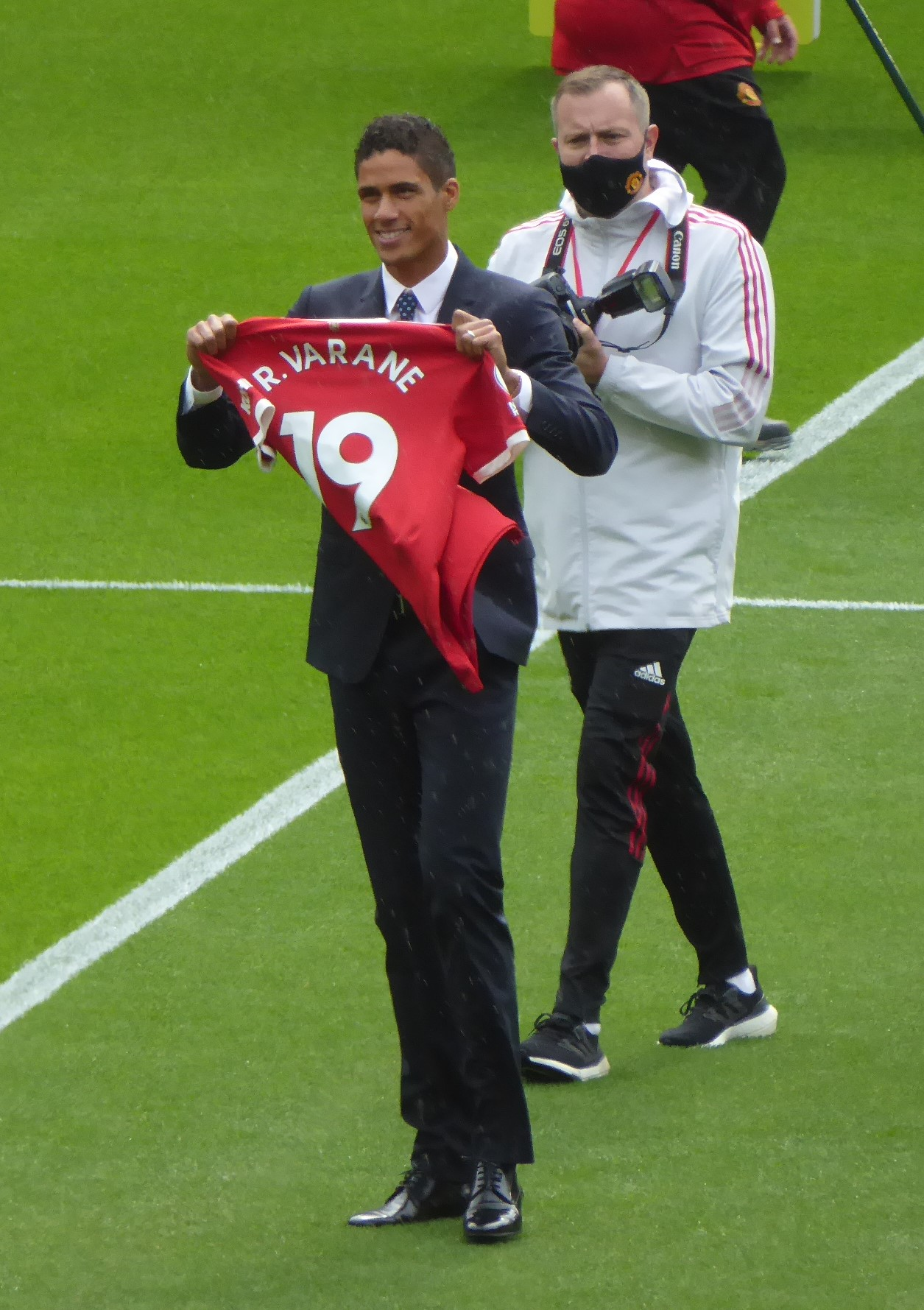
رافائل واران در آستانه دیدار منچستر یونایتد و لیدز یونایتد در روز افتتاحیه فصل به عنوان بازیکن منچستر یونایتد معرفی شد.

### خریدها
| تاریخ         | پست | نام               | از          | مبلغ           | منبع   |
| ------------- | --- | ----------------- | ----------- | -------------- | ------ |
| ۲ ژوئیه ۲۰۲۱  | GK  | تام هیتون         | بازیکن آزاد | رایگان         | [ ۱۵ ] |
| ۲۳ ژوئیه ۲۰۲۱ | FW  | جیدون سانچو       | دورتموند    | ۸۵ میلیون یورو | [ ۱۶ ] |
| ۲۳ ژوئیه ۲۰۲۱ | DF  | پال مک‌شین         | روچدیل      | نامعلوم        | [ ۱۷ ] |
| ۱۴ اوت ۲۰۲۱   | DF  | رافائل واران      | رئال مادرید | نامعلوم        | [ ۱۹ ] |
| ۳۱ اوت ۲۰۲۱   | FW  | کریستیانو رونالدو | یوونتوس     | ۱۵ میلیون یورو | [ ۲۰ ] |

### جدایی‌ها
| تاریخ          | پست | نام               | به                  | مبلغ        | منبع   |
| -------------- | --- | ----------------- | ------------------- | ----------- | ------ |
| ۷ ژوئن ۲۰۲۱    | DF  | اولیور کینلر      | اولدهام اتلتیک      | نامعلوم     | [ ۲۱ ] |
| ۲۹ ژوئن ۲۰۲۱   | GK  | یوهان گوادگنو     | کپنهاگن             | نامعلوم     | [ ۲۲ ] |
| ۳۰ ژوئن ۲۰۲۱   | GK  | جاکوب کارنی       | بازیکن آزاد         | بازیکن آزاد | [ ۲۴ ] |
| ۳۰ ژوئن ۲۰۲۱   | MF  | مارک هلم          | بازیکن آزاد         | بازیکن آزاد | [ ۲۴ ] |
| ۳۰ ژوئن ۲۰۲۱   | DF  | ایستین هیوز       | بازیکن آزاد         | بازیکن آزاد | [ ۲۴ ] |
| ۳۰ ژوئن ۲۰۲۱   | GK  | ژوئل کاسترو پریرا | بازیکن آزاد         | بازیکن آزاد | [ ۲۴ ] |
| ۳۰ ژوئن ۲۰۲۱   | MF  | آرنائو پویگمال    | بازیکن آزاد         | بازیکن آزاد | [ ۲۴ ] |
| ۳۰ ژوئن ۲۰۲۱   | GK  | سرخیو رومرو       | بازیکن آزاد         | بازیکن آزاد | [ ۲۴ ] |
| ۳۰ ژوئن ۲۰۲۱   | DF  | مکس تیلور         | بازیکن آزاد         | بازیکن آزاد | [ ۲۴ ] |
| ۳۰ ژوئن ۲۰۲۱   | MF  | آلیو ترائوره      | بازیکن آزاد         | بازیکن آزاد | [ ۲۴ ] |
| ۳۰ ژوئیه ۲۰۲۱  | MF  | چارلی مک‌کان       | رنجرز               | نامعلوم     | [ ۳۲ ] |
| ۳۱ اوت ۲۰۲۱    | MF  | دنیل جیمز         | لیدز یونایتد        | نامعلوم     | [ ۳۴ ] |
| ۳۱ ژانویه ۲۰۲۲ | FW  | دیلون هوگورف      | بروسیا مونشن‌گلادباخ | نامعلوم     | [ ۳۵ ] |

### جدایی به صورت قرضی
| از تاریخ       | تا تاریخ       | پست | نام بازیکن      | به              | منبع          |
| -------------- | -------------- | --- | --------------- | --------------- | ------------- |
| ۱ ژوئیه ۲۰۲۱   | پایان فصل      | GK  | ناتان بیشاپ     | منزفیلد تاون    | [ ۳۶ ]        |
| ۲ ژوئیه ۲۰۲۱   | ۲۸ ژانویه ۲۰۲۲ | DF  | ریس دیوین       | سنت جانستون     | [ ۳۷ ] [ ۳۸ ] |
| ۹ ژوئیه ۲۰۲۱   | پایان فصل      | FW  | تاهیت چانگ      | بیرمنگام سیتی   | [ ۳۹ ]        |
| ۲۳ ژوئیه ۲۰۲۱  | ۷ ژانویه ۲۰۲۲  | DF  | ویل فیش         | استوک‌پورت کانتی | [ ۴۰ ] [ ۴۱ ] |
| ۳۰ ژوئیه ۲۰۲۱  | پایان فصل      | DF  | دیستون برنارد   | هال سیتی        | [ ۴۲ ]        |
| ۵ اوت ۲۰۲۱     | پایان فصل      | MF  | فاکوندو پییستری | دپورتیوو آلاوس  | [ ۴۳ ]        |
| ۸ اوت ۲۰۲۱     | ۸ ژانویه ۲۰۲۲  | DF  | اکسل توانزبه    | استون ویلا      | [ ۴۴ ] [ ۴۵ ] |
| ۱۳ اوت ۲۰۲۱    | پایان فصل      | MF  | ایتان گالبریت   | دونکستر راورز   | [ ۴۶ ]        |
| ۱۶ اوت ۲۰۲۱    | ۶ ژانویه ۲۰۲۲  | DF  | ایتان لیرد      | سوانزی سیتی     | [ ۴۷ ] [ ۴۸ ] |
| ۲۰ اوت ۲۰۲۱    | پایان فصل      | MF  | دیلان لویت      | داندی یونایتد   | [ ۴۹ ]        |
| ۲۱ اوت ۲۰۲۱    | پایان فصل      | MF  | آندریاس پریرا   | فلامینگو        | [ ۵۰ ]        |
| ۲۲ اوت ۲۰۲۱    | پایان فصل      | MF  | جیمز گارنر      | ناتینگهام فارست | [ ۵۱ ]        |
| ۲۳ اوت ۲۰۲۱    | پایان فصل      | DF  | برندون ویلیامز  | نوریچ سیتی      | [ ۵۲ ]        |
| ۲۸ اوت ۲۰۲۱    | ۱۹ ژانویه ۲۰۲۲ | FW  | دیمانی ملور     | سالفورد سیتی    | [ ۵۳ ] [ ۵۴ ] |
| ۴ ژانویه ۲۰۲۲  | پایان فصل      | DF  | تدن منگی        | بیرمنگام سیتی   | [ ۵۵ ]        |
| ۶ ژانویه ۲۰۲۲  | پایان فصل      | DF  | ایتان لیرد      | بورنموث         | [ ۴۸ ]        |
| ۸ ژانویه ۲۰۲۲  | پایان فصل      | DF  | اکسل توانزبه    | ناپولی          | [ ۴۵ ]        |
| ۲۵ ژانویه ۲۰۲۲ | پایان فصل      | FW  | آنتونی مارسیال  | سویا            | [ ۵۶ ]        |
| ۲۷ ژانویه ۲۰۲۲ | پایان فصل      | FW  | اماد دیالو      | رنجرز           | [ ۵۷ ]        |
| ۲۸ ژانویه ۲۰۲۲ | پایان فصل      | DF  | ریس دیوین       | والسال          | [ ۳۸ ]        |
| ۳۱ ژانویه ۲۰۲۲ | پایان فصل      | MF  | دونی فن ده بیک  | اورتون          | [ ۵۸ ] [ ۵۹ ] |
| ۳۱ ژانویه ۲۰۲۲ | پایان فصل      | GK  | ماتی کوار       | برتون آلبیون    | [ ۶۰ ] [ ۶۱ ] |